# Fagonia
Fagonia ist eine Pflanzengattung aus der Familie der Jochblattgewächse (Zygophyllaceae).

## Beschreibung

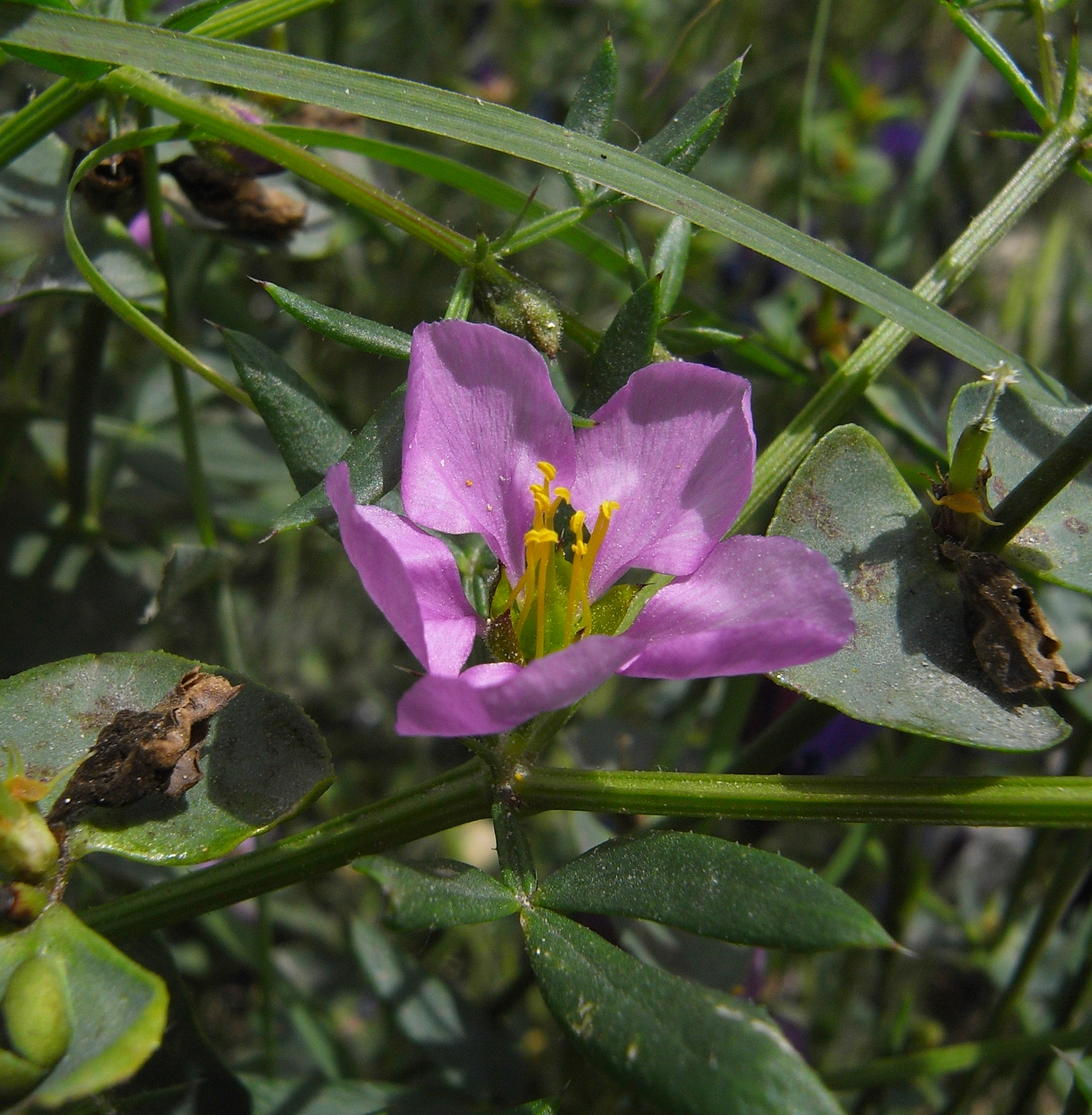
Fagonia cretica

Die Arten der Gattung Fagonia sind aufrecht wachsende, meist ausdauernde, selten einjährige, krautige Pflanzen oder Bäume. Die gegenständig angeordneten, gestielten, ledrigen Blätter sind zusammengesetzt aus drei ungestielten, mehr oder weniger elliptischen Blättchen.
Die achselbürtigen Einzelblüten entspringen den Blättern gegenüber und haben einen nur kurzen Blütenstiel. Die fünf Kelchblätter sind unverwachsen, überdecken einander dachziegelartig (imbricat) und sind eiförmig bis länglich-rund. Die fünf Kronblätter sind ebenfalls unverwachsen, genagelt und bläulich bis purpurn. Es gibt zehn Staubblätter. Der Griffel ist kantig und nicht hinfällig. Der Fruchtknoten ist pyramidenförmig, jedes der fünf Fruchtblätter hat zwei Samenanlagen.
Die Frucht ist eine pyramidenförmige, sich klappig öffnende Kapsel, die Samen sind schleimbildend.

## Verbreitung
Fagonia-Arten finden sich vor allem in den semiariden bis ariden Gebieten Afrikas und Südostasiens sowie Amerikas. Eine Art (Fagonia cretica) ist auch im europäischen Mittelmeerraum verbreitet.

## Systematik und Botanische Geschichte
Die Gattung wurde 1753 von Carl von Linné erstbeschrieben, der Name ehrt den französischen Botaniker Guy-Crescent Fagon. Typusart ist Fagonia cretica. Die Gattung umfasst zwischen 30 und 40 Arten, von denen einige erst um die Jahrtausendwende beschrieben wurden. Nächstverwandt ist die Gattung Melocarpum.

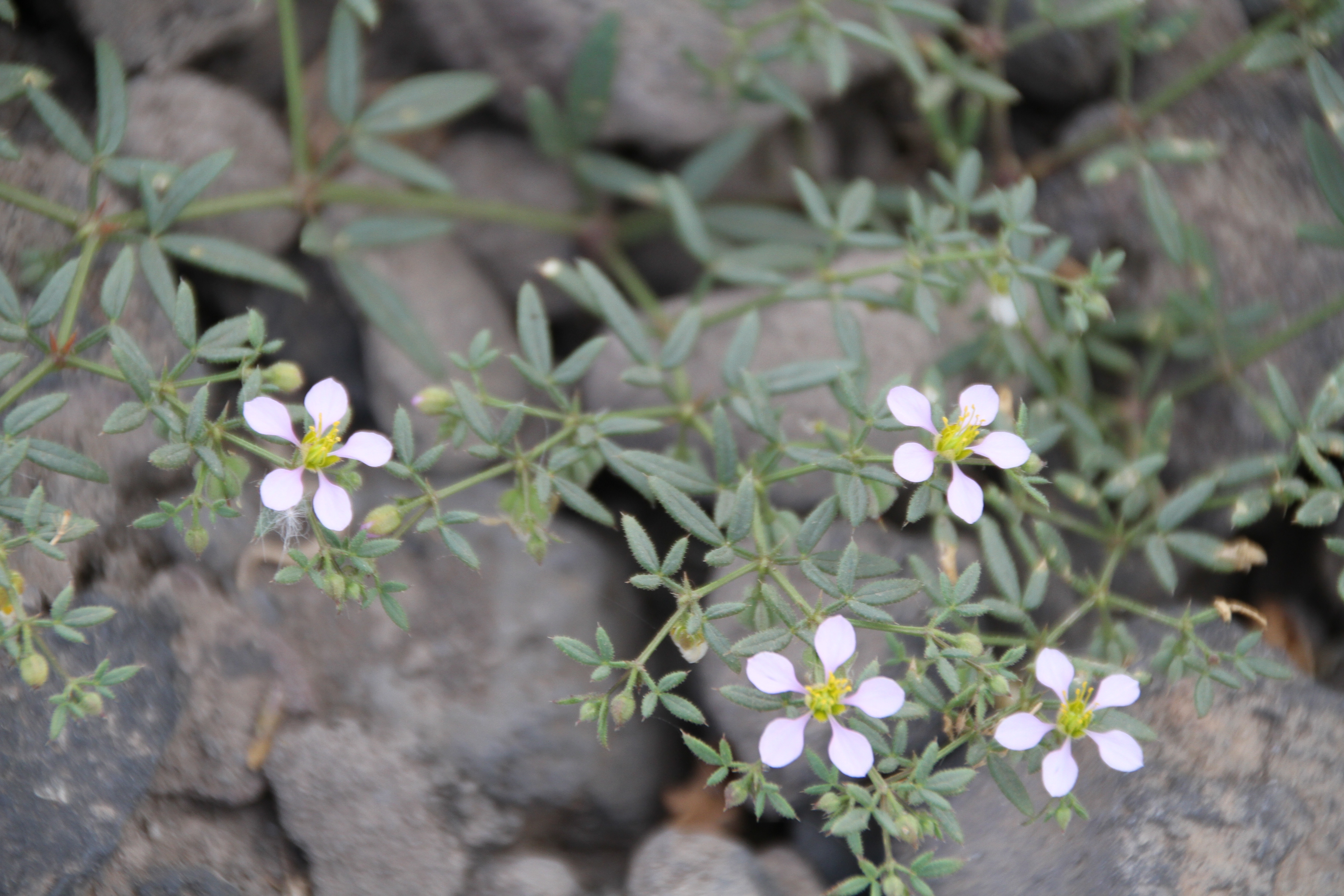
Fagonia albiflora

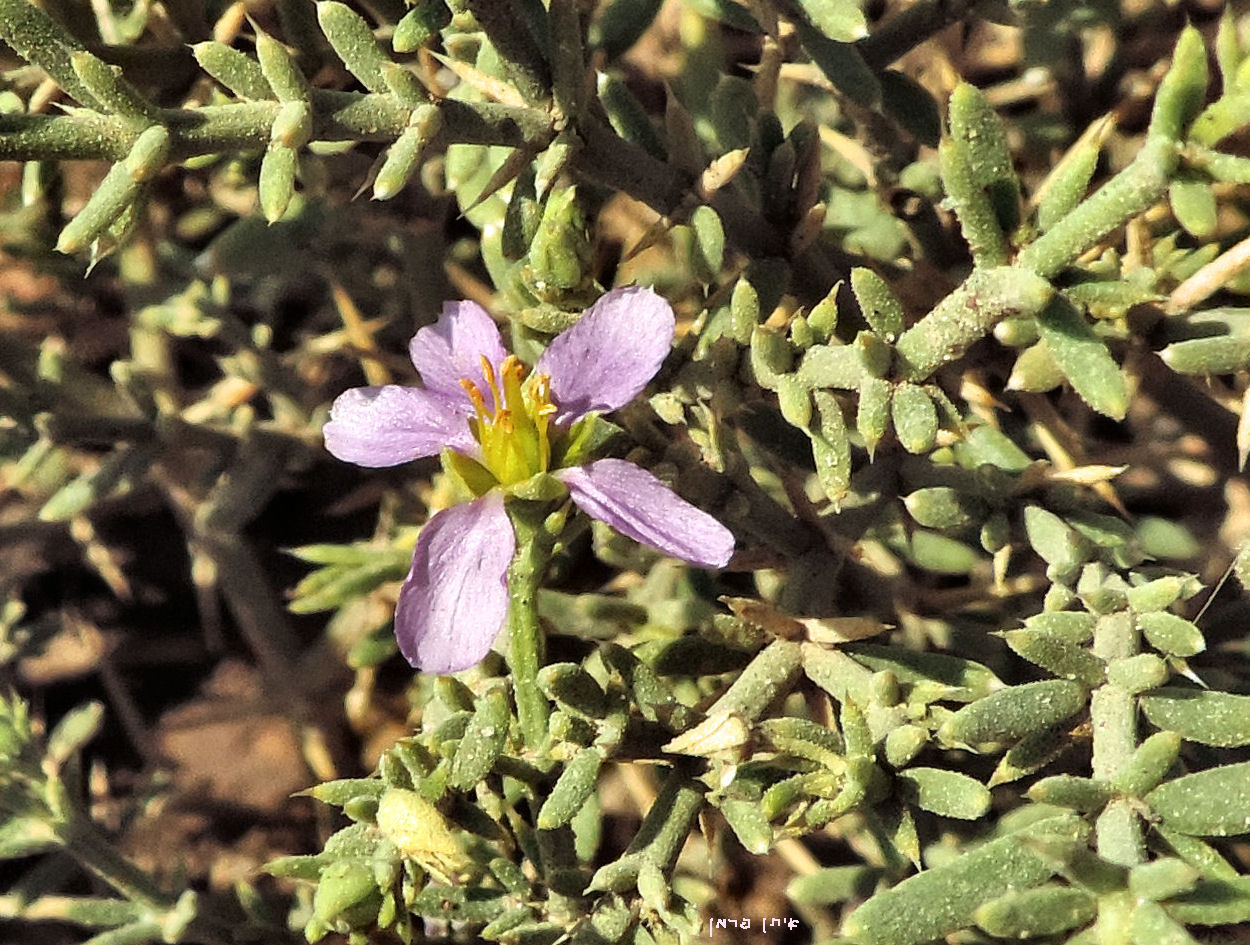
Fagonia glutinosa

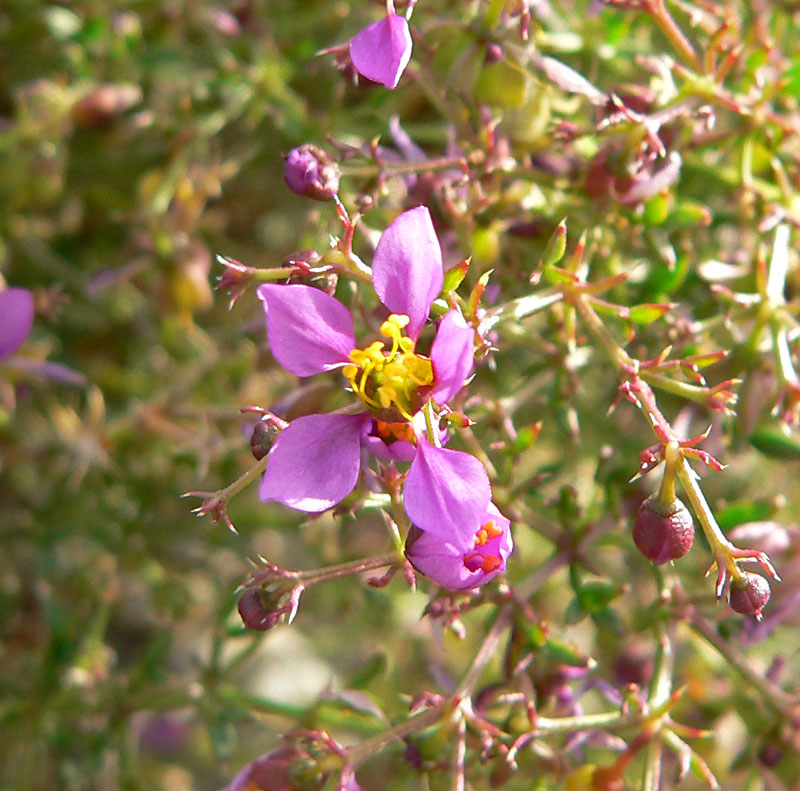
Fagonia laevis

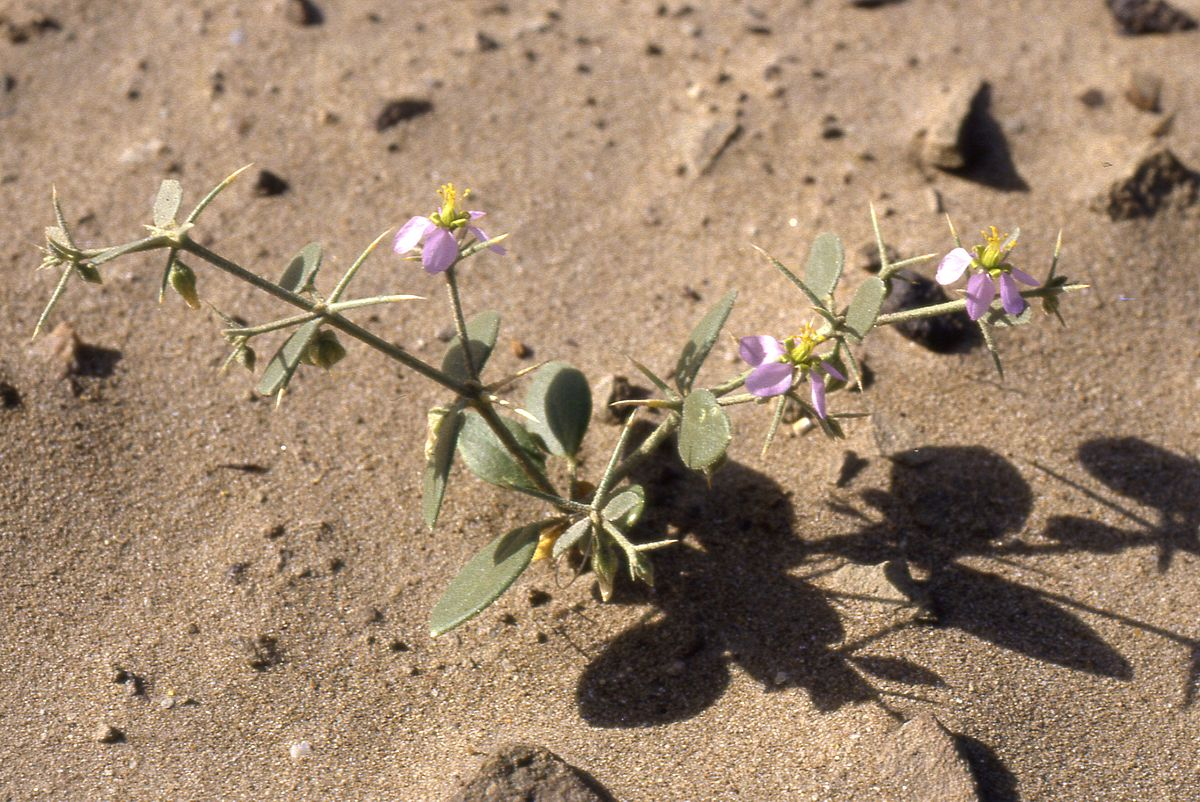
Fagonia ovalifolia

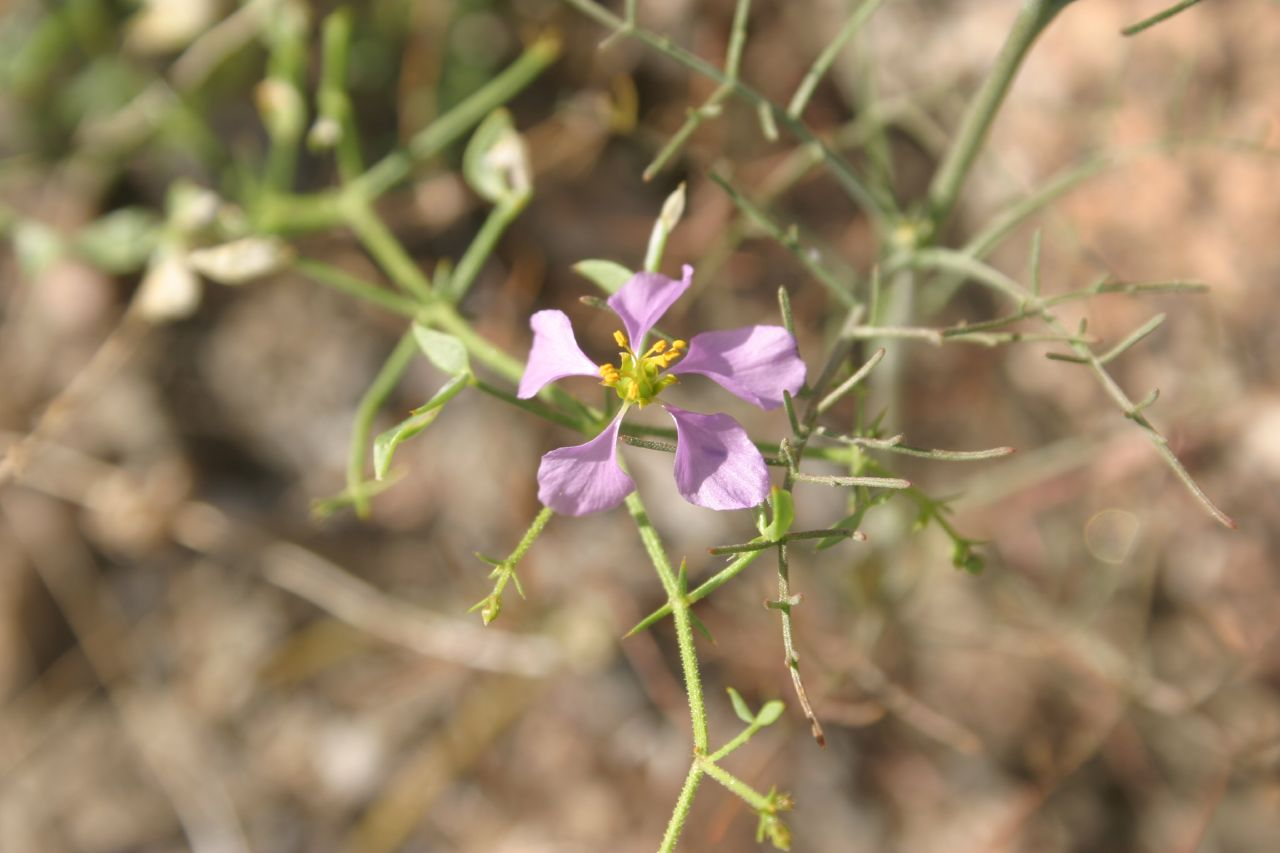
Fagonia pachyacantha

- Fagonia acerosa Boiss.: Südlicher Iran bis Pakistan.[2]
- Fagonia arabica L.: Sie kommt in Algerien, Libyen, Ägypten und Eritrea vor.[3]
- Fagonia bruguieri DC.: Sahara bis nordwestliches Indien.[2]
- Fagonia charoides Chiov.: Nordöstliches Somalia.[2]
- Fagonia chilensis Hook. & Arn.: Peru bis Chile.[2]
- Fagonia cretica L.: Sie kommt in Südeuropa, in Nordafrika, auf Zypern, Sokotra und auf der Arabischen Halbinsel vor.[3]
- Fagonia densa I.M. Johnst.: Mexiko.[2]
- Fagonia glutinosa Delile: Sahara bis Arabische Halbinsel.[2]
- Fagonia gypsophila Beier & Thulin: Nordöstliches Somalia.[2]
- Fagonia hadramautica Beier & Thulin: Südlicher Jemen.[2]
- Fagonia harpago Emb. & Maire: Westsahara und südliches Marokko.[2]
- Fagonia indica Burm.f.: Mauretanien bis nordwestliches Indien.[2]
- Fagonia laevis Standl.: Sie kommt in Arizona, Utah, Nevada, Kalifornien und im nördlichen Mexiko vor.[3]
- Fagonia lahovarii Volkens & Schweinf.: Östliches Äthiopien bis nördliches Kenia und Jemen.[2]
- Fagonia latifolia Delile (Syn.: Zygophyllum mayanum (Schltdl.) Christenh. & Byng): Sahara und Kapverden.[2]
- Fagonia latistipulata Beier & Thulin: Nördliches Somalia.[2]
- Fagonia longispina Batt.: Marokko, Mauretanien, Algerien.[2]
- Fagonia luntii Baker: Somalia bis Oman.[2]
- Fagonia mahrana Beier: Südöstlicher Jemen bis südwestliches Oman.[2]
- Fagonia minutistipula Engl.: Namibia, Botswana, Südafrika.[2]
- Fagonia mollis Delile: Ägypten bis Syrien und Saudi-Arabien.[2]
- Fagonia olivieri DC.: Südliche Türkei bis Sinai-Halbinsel und Pakistan.[2]
- Fagonia orientalis C. Presl (Syn.: Fagonia flamandii Batt.): Sahara bis westliche Arabische Halbinsel.[2]
- Fagonia pachyacantha Rydb.: Sie kommt in Arizona, Kalifornien und in Mexiko vor.[4]
- Fagonia palmeri Vasey & Rose: Mexiko.[2]
- Fagonia paulayana J. Wagner & Vierh.: Ägypten bis Kenia, Arabische Halbinsel und südlicher Iran bis westlicher Himalaja.[2]
- Fagonia rangei Loes. ex Engl.
- Fagonia scabra Forssk. (Syn.: Fagonia microphylla Pomel): Nördliches Afrika bis Israel.[2]
- Fagonia scoparia Brandegee: Mexiko.[2]
- Fagonia subinermis Boiss.: Südöstlicher Iran bis südliches Pakistan.[2]
- Fagonia villosa D.M.Porter: Mexiko.[2]
- Fagonia zilloides Humbert: Westliche Sahara.[2]